# Río Bracea
El río o arroyo Bracea es un curso de agua del interior de la península ibérica, que discurre por la provincia española de Toledo. Es afluente del río Algodor y nace en las estribaciones de los Montes de Toledo. A pocos kilómetros de su origen, atraviesa el paraje natural de la Boca del Congosto, donde se sitúa el castillo de las Guadalerzas y un puente medieval que lo cruza.
Al poco de salir del Valle el río atraviesa la finca «La Caleruela» [cita requerida], donde se divide en dos brazos que se unen pocos kilómetros más adelante, muy cerca de «La Torrecilla», donde desemboca en el Algodor.
- Datos: Q8251447
- Multimedia: Bracea River / Q8251447